# Iudaism Nazarinean (mișcare religioasă)

Sfeșnicul Menora (simbol al iudaicilor nazarineni)

Credincioșii din Iudaism Nazarinean, în prezent, autoproclamați evrei nazarineni (în ebraică : נצרתים ) ( transliterat : națratim ) sunt o nouă mișcare religioasă  este parte dintr-o religie antică, monoteistă, precreștină numită Iudaism Târziu care, la fel ca Iudaismul Conservator face parte din Iudaism Timpuriu, care practică o formă de iudaism mesianic cu unele trăsături ale iudaismului rabinic tradițional, considerat de detractorii săi restaurarea unei secte a cărei membrii pretind a fi urmașii autentici ai lui Ieșua ben Iosif.   Ei îl văd pe Ieșua ben Iosif ca pe Mașiach, și nu cred în doctrine creștine ca trinitate ci cred în Tora și Tanach.
Cu toate acestea, membrii acestui grup neagă latinizarea comună a numelui lui Iisus, considerând că este de origine păgână și Isus este tradus greșit.
Membrii acestui grup practică o formă monoteistă de religie. Și ei se consideră adevăratul popor al Israelului, nu numai în sens mistic, ci biologic și istoric. Dar nazarinenii nu fac parte din poporul evreu și nici nu fac parte din iudaismul rabinic sau ortodox. Mișcarea modernă a nazarinenilor corespunde unor grupuri de descendenți ai poporului amerindian care au studiat limba ebraică și pretind că respectă preceptele Torei. Sunt distribuite în Statele Unite, Venezuela, Cuba, Mexic, Spania, Columbia, Argentina și în Țara Israel . Nazarinenii acționează ca misionari în încercarea lor de a atrage la credința lor evrei și creștini autentici.
Nazarinenii încearcă să-și justifice presupusa reminiscență și originea istorică, citând din Noul Testament cartea Faptele Apostolilor 24:5, unde primii iudeo-creștini au fost supranumiți „nazarineni” în secolul I d.Hr., fiind contemporan cu timpul fariseilor și saducheilor.
„ܹܐܸܫܟܸ݁ܚܢ ܓܹ݁ܝܪ ܠܓܸܒ݂ܪܵܐ ܗܵܢܵܐ ܕ݁ܐܝܬܸܘܗܝ ܡܫܸܚܛܵܢܵܐ ܘܸܡܥܼܝܪ ܫܓܘܿܫܝܵܐ ܠܟ݊ܠܗܘܿܢ ܝܼܗܘܿܕ݂ܵܝܵܐ ܕ݁ܲܒ݂ܟ݊ܠܵܗ ܐܸܪܥܵܐ ܪܼܫܵܐ ܗܘܿ ܓܹ݁ܝܪ ܕ݂݁ܝܘܿܠܦ݁ܵܢܵܐ ܕ݂݁ܢܵܨܪܵܝܵܐ ܀
eęșcēĥ·nî ġęir lî·gēvrāe hānāe đy·eitēu·hi mâșēĥṯānāe uē·mîayir șâguōșiāe lî·cūlî·huōn Iyhuōdāiāe đē·vâ·cūlā·hî eērâaāe ryșāe huō ġęir đî·iuōlpānāe đî·nāṭârāiāe.

Descoperim noi că lui bărbat acesta de venire lui plagă, și instigator provoacă disensiuni lor oricărui iudeu de întregime-i țară căpetenie (lider) el, că de învățătură de nazarinean. Fapte 24:5”
Nazarinenii au unele diferențe ideologice și teologice, cu evreii catolici și cu evreii mesianici .  

### Iudaismul Mesianic
Evreii mesianici se prezintă uneori ca evrei haredim. Mesianicii pornesc de la un nume bazat pe fonetica ebraică a lui Iehoșua, Ioșua sau Ieșua. Pe lângă evreii iudaici mesianici care nu au deosebiri față de iudaicii nazarineni, aceștia cred că evreii mesianici care sunt un sub-grup al altei religii cum ar fi Creștinismul Protestant îl leagă pe profetul Iosua cu Dumnezeul Vechiului Testament, sugerând că personajul respectiv este Dumnezeu însuși întrupat, probabil spunând că ei cred în Tora și Tanach, pe care le urmează sub propria lor interpretare și înțelegere bazată pe Învățăturile religioase ale Iudaismul mesianic și scripturile Noului Testament, pe care le împărtășesc bisericilor protestante, afirmă, totodată, că această carte este parte a revelației divine. Cu toate acestea, o mare parte din scrierile sale sunt legate de literatura catolică. Liturgia mesianică nu se bazează strict pe iudaismul rabinic, ci încorporează unele texte diverse din creștinismul evanghelic.

### Iudaismul Nazarinean
Nazarinenii nu cred în Trinitate, ei cred că Iisus din Nazaret a fost o ființă umană, ei cred în Tora și Tanah. Ei urmează și interpretează învățăturile religioase ale Vechiului Testament, împreună cu scripturile Noului Testament. Biblia este cartea sacră a iudaicilor nazarinenilor. Nazarinenii încearcă să dea scripturilor sacre un sens strict ebraic, în ciuda faptului că respectiva carte a fost scrisă în greacă elenistică. Nazarinenii folosesc în mod obișnuit cuvinte ebraice în practicile lor religioase. Liturghia nazarineană se bazează pe aplicarea celor patru Evanghelii și a Torei, conform interpretării rabinului Iehoșua din Nazaret. Liderii religioși ai nazarinenilor sunt numiți komerim sau rabini ( reverenzi -כומרים).
Nazarinenii sunt prieteni ai neamurilor și ai drepților dintre neamuri. Nazareenii urmează învățăturile și preceptele Torei, așa cum a făcut profetul și învățătorul Iisus din Nazaret.
„ܵܠܵܐ ܬܹ݁ܣܒ݂݁ܪܘܿܢ ܕ݂ܹ݁ܐܬܼܝܬ ܕ݂ܹ݁ܐܫܪܹܐ ܢܵܡܘܿܣܵܐ ܐܵܘ ܢܒ݂ܸܝܸܐ ܠܵܐ ܐܹܬܼܝܬ ܕ݂ܹ݁ܐܫܪܹܐ ܐܹܠܵܐ ܕ݂ܹ݁ܐܡܸܠܹܐ ܀

"lāe ṭę·sâɓruōn đî·ęetyit đę·eșręe Nā·Muōsāe eāu Nâvēiēe lāe eętyit đę·eșręe eęlāe đę·emēlęe. Matei. „Aramaic Peshitta (Peșitta Aramaică)”. peshitta.org. Arhivat din original la 6 martie 2022.</ref>

Nu veți crede de-am venit de-a abroga Profet Moise sau Profeți; nu venit de-a abroga, ci de voi împlini." Matei 5:17 ”

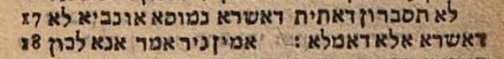
Mat. Arc. 5:17

Nazarinenii ( națratim ) sunt membrii unui grup religios iudaizant și pretind că sunt ucenicii lui Iisus din Nazaret . Ei susțin, totodată, că mișcarea lor își are originea în secolul I în Eretz Israel . Ei pretind că îl urmează pe Mesia evreu (Mașiach) și că păstrează respectarea Torei . Ei îl recunosc și îl acceptă pe Iisus Hristos ( Iisus din Nazaret ) și consideră că Iisus a fost un mare rabin și un evreu bun. Ei nu se consideră creștini protestanți, deoarece cred că creștinismul a fost elenizat , dar aleg să urmeze același canon al scripturii creștine, precum și dogmele pe care creștinii evanghelici și catolicii le respectă cu privire la profetul Iisus. 